# Young Americans (chanson)
Pour les articles homonymes, voir Young Americans.
Singles de David Bowie
Rock 'n' Roll with Me
(1974) Fame
(1975)
Young Americans est une chanson écrite, composée et interprétée par David Bowie, sortie en single le 21 février 1975, premier extrait de l'album du même titre.
Empreinte de musique soul,, la chanson révèle David Bowie aux États-Unis où elle atteint la 28e place du Billboard Hot 100 (le single suivant, Fame, extrait du même album, se classera no 1).
Selon le magazine Rolling Stone, elle fait partie des 500 plus grandes chansons de tous les temps.

## Musiciens
- David Bowie : chant, guitare
- Carlos Alomar : guitare
- Mike Garson : piano
- David Sanborn : saxophone
- Willie Weeks : basse
- Andy Newmark : batterie
- Larry Washington : congas
- Ava Cherry, Robin Clark, Luther Vandross : chœurs

## Classements hebdomadaires
| Classement (1975)              | Meilleure position |
| ------------------------------ | ------------------ |
| Australie (ARIA)               | 27                 |
| Canada (RPM Top Singles)       | 33                 |
| États-Unis (Billboard Hot 100) | 28                 |
| Irlande (IRMA)                 | 13                 |
| Italie (FIMI)                  | 45                 |
| Nouvelle-Zélande (RMNZ)        | 7                  |
| Royaume-Uni (UK Singles Chart) | 18                 |

| Classement (1983) | Meilleure position |
| ----------------- | ------------------ |
| Irlande (IRMA)    | 28                 |

| Classement (2015) | Meilleure position |
| ----------------- | ------------------ |
| France (SNEP)     | 133                |

## Certifications
| Pays              | Certification | Date       | Unités certifiées |
| ----------------- | ------------- | ---------- | ----------------- |
| Royaume-Uni (BPI) | Argent        | 07/07/2023 | 200 000           |

## Reprises
Le groupe The Cure a repris la chanson en 1995 sur une compilation d'artistes divers de la radio Xfm.
En 1998 la version du duo féminin The Braids se classe 4e en Nouvelle-Zélande.

## Utilisations
La chanson Young Americans est utilisée dans les génériques des films Dogville et Manderlay de Lars von Trier.